# Dealer Management System
 (juillet 2015).
Si vous disposez d'ouvrages ou d'articles de référence ou si vous connaissez des sites web de qualité traitant du thème abordé ici, merci de compléter l'article en donnant les références utiles à sa vérifiabilité et en les liant à la section « Notes et références ».
Pour les articles homonymes, voir DMS.
Dealer Management System (DMS) désigne les progiciels de gestion intégrés (PGI/ERP) destinés au marché de la distribution automobile et de véhicules industriels.

## Fonctionnalités
Un DMS couvre l'ensemble des fonctionnalités nécessaires au bon fonctionnement d'un point de vente automobile et comprend les modules suivants :
- Gestion de la relation client (CRM)
- Gestion des VN (Véhicules neufs) et des VD (Véhicules de Démonstration)
- Gestion des VO (Véhicules d'occasion)
- Gestion de l'atelier et des services associés
- Gestion des stocks
- La Comptabilité (Intégrée ou externe)

Selon leur stratégie, l'évolution de leurs relations avec leur réseau et leurs forces, les éditeurs de DMS et les constructeurs automobiles prennent en charge plus ou moins de fonctionnalités dans leurs outils propres. Ces outils (ceux des constructeurs et les DMS) doivent donc être interfacés pour fonctionner efficacement. La facilité d'interface est un des éléments différenciant dans la facilité de déploiement d'un DMS.

## Homologations/certifications
Les DMS sont généralement homologués (endorsed) ou certifiés par les constructeurs automobiles avant d'être déployés dans leur réseau de distribution, afin d'assurer une intégration maximale entre le système d'information du constructeur et celui du distributeur.
Pour des raisons de coût et d'optimisation, les constructeurs automobiles ont considérablement réduit le nombre de DMS homologués sur le marché européen, en retenant des éditeurs de solutions professionnelles adaptées, et évolutives capables de déployer leurs solutions de façon globale.